# L'albero di Antonia
L'albero di Antonia (Antonia) è un film del 1995 diretto da Marleen Gorris.
La pellicola, frutto di una coproduzione olandese-belga-britannica, ha vinto l'Oscar al miglior film straniero nel 1996 e l'anno precedente il People's Choice Award (Premio "Scelta del pubblico") al Toronto International Film Festival.

## Trama
Alla fine della guerra, Antonia torna al paese natio, nei Paesi Bassi, con la figlia Danielle: le due donne fonderanno una grande famiglia allargata di stampo matriarcale. Nei quarant'anni narrati nel film accade di tutto: amore, morte, lavoro, religione, sesso, odio e vendetta, ma anche filosofia, coraggio e poesia.
Una mattina Antonia si sveglia conscia che quello sarà l'ultimo suo giorno di vita: avverte tutti e muore circondata dai suoi affetti.

## Premi e riconoscimenti
- Premi Oscar 1996: miglior film straniero
- Premi BAFTA 1997: candidatura al miglior film non in lingua inglese